# Deep Lake (Prinzessin-Elisabeth-Land)
Der Deep Lake (englisch für Tiefer See) ist ein nahezu quadratischer See mit einem Durchmesser von 1,5 km an der Ingrid-Christensen-Küste des ostantarktischen Prinzessin-Elisabeth-Lands. Er liegt rund 9 km ostnordöstlich der Davis-Station. Er ist 36 m tief und einer der beiden Salzwasserseen in den Vestfoldbergen. Die unteren 15 m haben eine konstante Wassertemperatur von −14 °C. Er gehört zu einer Reihe von Seen, die sich entlang der Westseite der Breidnes-Halbinsel verteilen.
Norwegische Kartographen kartierten ihn 1946 anhand von Luftaufnahmen der Lars-Christensen-Expedition 1936/37. Eine Mannschaft um den australischen Polarforscher Phillip Law besuchte ihn als Erste im Januar 1955 im Rahmen der Australian National Antarctic Research Expeditions. Das Antarctic Names Committee of Australia benannte ihn am 29. April 1958 deskriptiv.
In den 1980er Jahren wurde aus dem Deep Lake das halophile Archaeon Halorubrum lacusprofundi (Halobacteria) isoliert (Wortherkunft: lateinisch lacus prufundus ‚Tiefer See‘, Genitiv: lacūs profundi ‚des Tiefen Sees‘).
2019 entdeckten Hamm et al. im nano-halophilen Candidatus Nanohalarchaeum antarcticum (alias Ca. Nanohaloarchaeum antarcticus, Nanohaloarchaeota) eine weitere Archaeenspezies, die als Symbiont auf Halorubrum lacusprofundi lebt. Wie das Team im Jahr 2024 zeigte, ähnelt die Lebensweise dieser Nanohaloarchaeen Parasitismus.